# Wenzislaw Christow
Wenzislaw Christow (auch Ventsislav Hristov geschrieben, bulgarisch Венцислав Христов; * 9. November 1988 in Sofia, Bulgarien) ist ein bulgarischer Fußballspieler.
Wenzislaw Christow begann seine Fußballkarriere in seiner Heimatstadt Sofia, wo er 2006 seinen ersten Profivertrag beim Jugendverein Lokomotive Sofia unterschrieb. 2007 wechselte er zu FK Sportist Swoge und ein Jahr später zu PFK Nessebar. 2010 wechselte er zum PFK Montana, um im darauffolgenden Jahr beim bulgarischen Erstligisten FC Tschernomorez Burgas zu unterschreiben. Anfang 2013 wechselte er zum Beroe Stara Sagora. Dort gewann er im Jahr 2013 den bulgarischen Pokal. Anfang 2014 wechselte er für ein halbes Jahr auf Leihbasis zu Metalurh Donezk. Dort konnte er sich nicht durchsetzen und kam nur zu vier Kurzeinsätzen. Er kehrte im Sommer 2014 nach Stara Sagora zurück und verließ den Klub Anfang 2015 zu HNK Rijeka. Mitte 2015 wurde er an KF Skënderbeu Korça ausgeliehen.
Anfang 2016 verpflichtete ihn Lewski Sofia. Dort schoss er seine Mannschaft in der Rückrunde 2015/16 mit acht Toren zur Vizemeisterschaft. Er wechselte Mitte 2016 zum FK Neftochimik. Mit dem Aufsteiger musste er am Ende der Spielzeit 2016/17 absteigen. Er verließ den Verein zum russischen Erstligisten SKA-Energija Chabarowsk. Schon Anfang 2018 kehrte er nach Bulgarien zurück, wo er sich dem FC Wereja Stara Sagora anschloss. Seit Sommer 2018 spielte er für Arda Kardschali in der B Grupa. Erfolgreich war seine Zeit bei Zarsko Selo Sofia, wo ihm in 25 Ligaspielen 12 Tore gelangen. Nach kurzer Station in Rumänien bei Concordia Chiajna und je einem halben Jahr bei Slavia Sofia und in Sozopol war er wieder zurück bei Zarsko Selo.

## Erfolge
- Bulgarischer Pokalsieger: 2013